# Младший сержант (Финляндия)
Младший сержант (фин. alikersantti сокр. alik.) — воинское звание унтер-офицерского состава, используемое в Силах обороны Финляндии. Является самым младшим званием среди унтер-офицеров. Знаком различия служат две стрелы на шевроне. Звание ниже — капрал (фин. korpraali), выше — сержант (фин. kersantti).

## Звание младшего сержанта в Финляндии
В Силах обороны Финляндии младшие сержанты чаще всего исполняют обязанности командиров отделений, а также их заместителей в отдельных специализированных подразделениях. Кроме того, в технических и инженерных специальностях, таких как электронщики или авиационные техники, срочники могут получить унтер-офицерскую подготовку и звание младшего сержанта.
Около 20 % каждого призыва получают это звание. Подготовка проходит после базового этапа службы на унтер-офицерском курсе продолжительностью три с половиной месяца (исключение составляют некоторые специализированные курсы). После завершения подготовки младшие сержанты принимают участие в обучении солдат.
В дальнейшем, в ходе службы, часть младших сержантов может быть повышена до сержанта — как по причине боевого назначения на военное время, так и за отличную службу.
В резерве капрал может быть повышен до младшего сержанта после участия в учебных сборах продолжительностью не менее семи суток, при условии назначения на должность, требующую унтер-офицерского звания. Повышение до сержанта возможно и без прохождения специального курса «из рядового в унтер-офицеры» — это, как правило, высшее звание, которого может достичь бывший срочник без продолжения военной карьеры.
- Знак различия пехоты на воротнике формы M/65 (срочник)
- Знак различия пехоты на воротнике формы M/65 (контратник)
- Знак различия ВВС на воротнике формы M/65 (срочник)
- Знак различия ВВС на воротнике формы M/65 (контратник)
- Нарукавный шеврон
- Нарукавный шеврон ВМФ